# Pampa húmeda

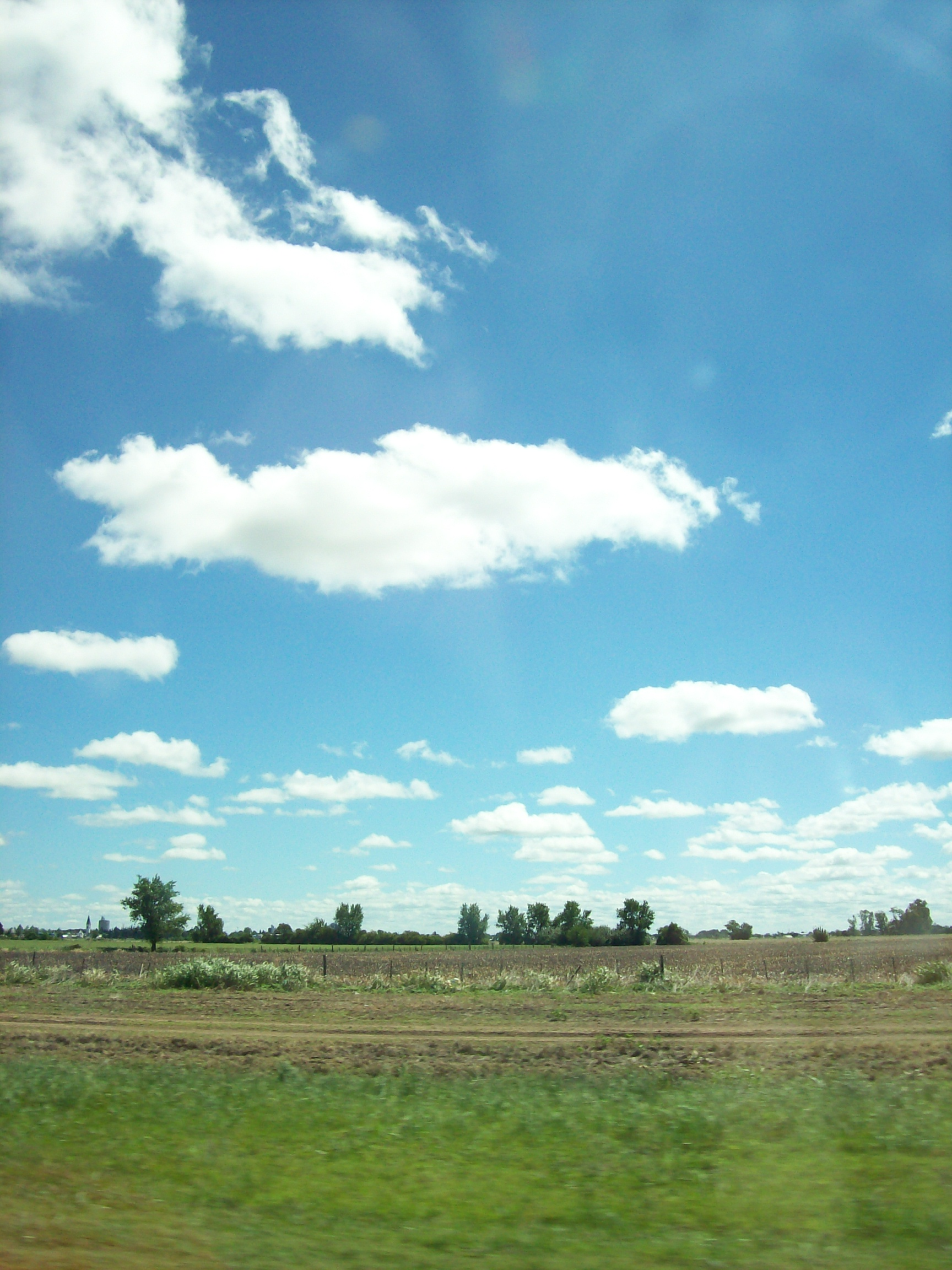
Paisaje típico de la Pampa húmeda con campos sembrados, al norte de la provincia de Buenos Aires.

La Pampa húmeda es una subregión de 600 000 km² de praderas que se encuentra en parte de Argentina dentro del régimen pluviométrico superior a la isohieta de 600 mm/año. Junto con la pampa seca forma la región pampeana.
Excepto en la llamada pampa ondulada cercana a la costa occidental de los ríos Paraná y Río de la Plata, el relieve es excepcionalmente llano. Aunque como por sus producciones, clima, ámbito cultural, historia se suele incluir en la pampa húmeda a gran parte de la provincia de Entre Ríos, en tal caso, la pampa húmeda al este del río Paraná se ve suavemente ondulada por lomadas y "cuchillas". La pampa húmeda al oeste del río Paraná abarca la totalidad de la Ciudad Autónoma de Buenos Aires (hoy casi totalmente urbanizada), la mayor parte de la provincia de Buenos Aires, el centro y el sur de la provincia de Santa Fe, los sectores meridional y centro-oriental de la provincia de Córdoba, y casi un tercio de la zona estenoreste de la provincia de La Pampa.
Es uno de los territorios más aptos para la agricultura intensiva, especialmente de cereales nutrientes directamente o —con muy poco tramo de cadena trófica— para el ser humano. Por eso tal extensa región de la zona rioplatense recibe el apelativo de "Granero del Mundo", ya que sus "excedentes" desde el siglo XIX han servido y sirven para alimentar a gran parte de la población humana mundial (hasta los 1980/90, Europa Occidental; desde los 1990 China y otros muchos países, sin dejar de ser tal extensa región, la Pampa húmeda una proveedora importante de alimentos a Europa, China, etcétera).[cita requerida]

## Flora
Su vegetación natural constituía una pradera de altas gramíneas, con la aparición muy esporádica de plantas de algarrobos, talas y chañares, al suroeste montes o boscajes de caldenes y en casi toda la región la presencia de ombúes, los ombúes estaban diseminados rodeados de varias hectáreas de gramíneas, se considera que llegaban hasta la cuenca del río Río Salado del sur , tales bosques o "montes" se dan naturalmente en las zonas próximas a los principales ríos, donde hoy aún perduran. Aunque el clima (templado, húmedo, con las cuatro estaciones bien definidas aunque sin temperaturas extremas -son raras las nevadas-) posibilitaría la existencia natural de un denso bosque de caducifolias semejante al existente en zonas de Europa y América del Norte, ha llamado la atención la ausencia de importantes florestas naturales solo "montes" aislados —en más de 100 km— de "algarrobos criollos" y "talas" la explicación para esto es edafológica, principalmente por el fenómeno llamado "comparencia" que significa un suelo (en este caso predominantemente loésico) naturalmente demasiado compacto y poco aireado como para la existencia de grandes árboles. Aunque el árbol —o, según varios autores, la herbácea gigante— llamada ombú suele resultar emblemática de la pampa húmeda, lo cierto es que el ombú naturalmente sólo crecía al norte del Río de la Plata y al este del río Paraná, siendo muy raros los ejemplares de este vegetal al sur del Río de la Plata, e inexistentes al sur del mencionado río Salado. Más aún, hasta la introducción de los grandes rebaños de vacunos, equinos y ovinos por parte de los españoles hacia el siglo XVI, la región se encontraba cubierta por altos pastos duros, la remoción de la tierra por parte de los rebaños de origen europeo facilitó el crecimiento de pastos blandos y verdes.

## Ganadería

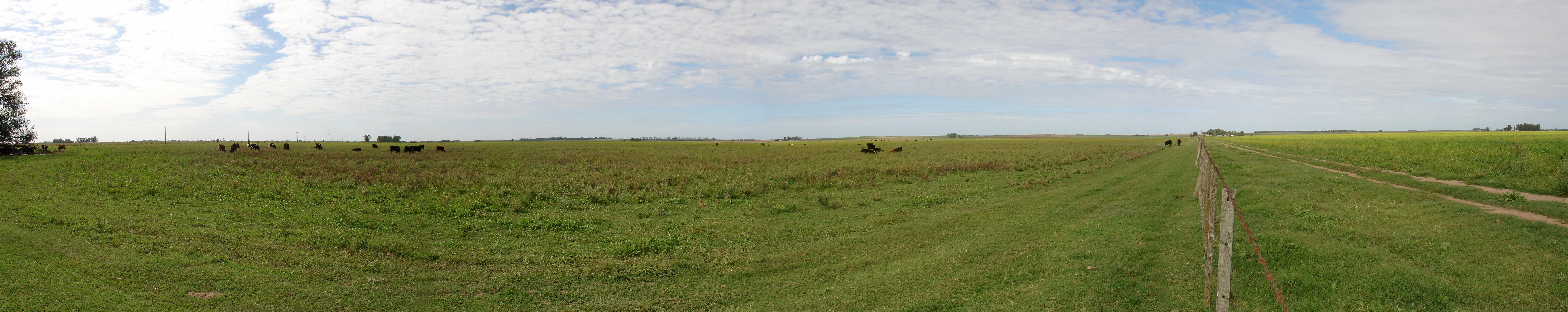
Llanura pampeana.

Hasta fines de siglo XIX e inicios de siglo XX, la pampa húmeda fue dedicada casi exclusivamente a una ganadería extensiva aprovechando las inmensas greyes de ganado vacuno, ovino y equino que casi naturalmente se dieron tras la irrupción de los españoles en el siglo XVI.

## Población
Merced a la gran inmigración europea de la segunda mitad del siglo XIX y la primera mitad del siglo XX, y merced a que el clima templado moderado permite dos abundantes cosechas por año (incluso en invierno), esto favorecido por la innovación de siembras que supuso el llamado dry farming la zona pasó a ser un "granero del mundo". 
Las áreas que se mantuvieron dedicadas principalmente a la actividad ganadera se mantuvieron bajo un régimen de latifundios diferenciados en "de cría" y de "invernada", las zonas más susceptibles para la actividad agrícola intensiva, en muchos casos, gradualmente pasaron a ser sectorizadas en midifundios e incluso minifundios del tipo llamado "chacra" (palabra que en Argentina suele ser casi sinónima de "granja" o la inglesa farm) siendo sus productores —en su mayoría de orígenes inmigrantes europeos— llamados chacareros.

## Orografía
Interrumpen la llanura pampeana húmeda suroccidental o "pampa semihúmeda", la aparición de antiquísimas colinas y cristalinas como el Sistema de Tandilia (que abarca las sierras de Balcarce, Olavarría, Tandil, Azul y Benito Juárez) y, ya en el límite meridional de la región, las más elevadas y fragosas sierras de la Ventana (o Sistema de Ventania). Otras pocas eminencias están dadas por médanos "fósiles" como aquel en el cual se ubica la ciudad de Banderaló.